# وینسنت مندی
وینسنت مندی (انگلیسی: Vincent Mendy؛ زادهٔ ۲۲ ژانویهٔ ۱۹۸۸) بازیکن فوتبال اهل فرانسه است.
از باشگاه‌هایی که در آن بازی کرده‌است می‌توان به باشگاه فوتبال اسپارتا پراگ اشاره کرد.